# Женская сборная ГДР по баскетболу
Женская сборная ГДР по баскетболу — женская сборная команда ГДР, представлявшая эту страну на международных баскетбольных соревнованиях. Лучший результат 3-е место на чемпионате Европы команда заняла в 1966 году.

## История
Женская сборная ГДР дебютировала на международной арене в розыгрыше первенства Европы в 1952 году. Первый официальный матч команда провела с хозяйками чемпионата сборной СССР, в котором потерпела чудовищное поражение(4:133). В том первенстве немки, проиграв все матчи, заняли последнее 12-е место. Следующее выступление сборной ГДР осуществилось в 1956 году в Польше, где немецкие баскетболистки, в матче против Австрии, одержали первую победу (59:31).
Самый выдающийся успех команда показала в 1966 году в Румынии. Проиграв в полуфинале непобедимой сборной СССР (69:93), в «бронзовом матче» немки победили хозяек турнира, со счётом 65:60.
В следующем году ГДР участвует в играх чемпионата мира в Чехословакии, где команда занимает 4-е место.
В 1972 году на европейском первенстве в Болгарии немки последний раз участвовали в финальных матчах международных турнирах ФИБА.  

## Результаты

### Чемпионат мира по баскетболу среди женщин
- 1967 : 4°

### Чемпионат Европы по баскетболу среди женщин
- 1952 : 12°
- 1958 : 9°
- 1964 : 6°
- 1966 :  3°
- 1968 : 4°
- 1972 : 7°